# ماتس جي. نيلسون
ماتس جي. نيلسون (بالسويدية: Mats G. Nilsson)‏ هو سياسي سويدي، ولد في 1968. حزبياً، نشط في حزب التجمع المعتدل. وقد انتخب عضو البرلمان السويدي ‏.